# Renaud II de Murat
Pour les autres membres de la famille, voir Famille de Murat.
Renaud II de Murat, mort après 1444, est un seigneur auvergnat pendant la guerre civile entre Armagnacs et Bourguignons. Théoriquement titulaire de la vicomté de Murat, il lutte contre la famille de Cardaillac pour récupérer cette vicomté, ce qu'il obtient en 1407. Il devient un fidèle du duc de Bourgogne Jean sans Peur puisque ses ennemis, les Cardaillac, sont dans le camp armagnac. Devenu vassal de Bernard VII d'Armagnac, il refuse de lui obéir et perd sa vicomté en 1414.
Après l'assassinat de Jean sans Peur, Renaud II de Murat se rallie à Charles VII, mais il ne récupère pas sa vicomté de Murat, annexée à celle de Carlat.

## Biographie

### Lutte pour la vicomté de Murat
Renaud II de Murat est le fils de Renaud Ier vicomte de Murat (vers 1360-1404) et de son épouse Jeanne de Châteauneuf veuve d'Odonet de Saignes. Renaud Ier de Murat meurt en 1404 ou 1405.
La vicomté de Murat est à cette époque sous le contrôle de Guillaume de Cardaillac. En effet, à la mort sans fils du vicomte de Murat Bégon en 1359, Guillaume de Cardaillac, héritier de la fille de Bégon, Hélix, s'empare de la vicomté de Murat au détriment du neveu de Bégon, Renaud  Ier de Murat, qui aurait dû en hériter d'après le testament de son grand-père Guillaume III.
Renaud  Ier de Murat  obtient la condamnation de Guillaume de Cardaillac par le Parlement en 1368, mais Guillaume et ensuite son fils Pons conservent la vicomté de Murat, malgré plusieurs arrêts du Parlement leur enjoignant de la rendre en 1394, en 1399 et en 1403. Ils sont soutenus par de puissants princes, Louis Ier d'Anjou puis Bernard VII d'Armagnac. Finalement, l'armée royale prend par la force le château de Murat en 1407, pour faire exécuter les arrêts du Parlement et Renaud II de Murat entre alors en possession de la vicomté de Murat.

### Fidèle du duc de Bourgogne
Le conflit entre la famille de Murat et celle de Cardaillac s'inscrit dans le contexte de la guerre de Cent Ans. Renaud Ier de Murat est bailli des Montagnes d'Auvergne, pour le roi, de 1400 à 1405 et son fils Renaud II lui succède dans cette fonction, qu'il occupe jusqu'en 1413. En 1405, le vicomte de Murat Renaud II devient un fidèle du duc de Bourgogne Jean sans Peur. Ce dernier cherche en effet à constituer un réseau d'alliances en dehors de ses fiefs et Renaud II se tourne vers lui puisque ses ennemis, les Cardaillac, sont des fidèles des Armagnacs.
En septembre 1405 Renaud II de Murat est écuyer banneret dans l'armée bourguignonne, commandant une compagnie de dix écuyers et deux ans plus tard, le duc de Bourgogne lui verse de l'argent pour financer une expédition militaire. Renaud II de Murat en 1408 puis son frère Jean de Murat en 1412 deviennent chambellans du duc de Bourgogne . Ils font partie des seigneurs méridionaux recrutés par Jean sans Peur, comme Roger de Comminges vicomte de Bruniquel, Renaud VI de Pons, Archambaud de Foix-Navailles et son frère Mathieu de Foix ou Raymond d'Apcher, dont Renaud de Murat épouse la fille, Blanche, en 1405.
En 1411, Bernard VII d'Armagnac devient - par héritage de sa femme Bonne de Berry - vicomte de Carlat, c'est-à-dire seigneur du vicomte de Murat, alors qu'ils sont dans des camps opposés. Renaud II ne peut lui prêter hommage et s'expose donc à la confiscation de sa vicomté. Il attaque le Carladès en 1413, mais, à la fin de l'année 1414, les Armagnacs assiègent Murat, où est retranché le vicomte. Après un siège de plusieurs semaines, Renaud II capitule à l'extrême fin de l'année 1414 et est ensuite retenu prisonnier. En janvier 1415, ses fiefs lui sont confisqués. Il est d'abord emprisonné au château de Rodelle puis à Carlat.
Pendant sa détention, Jean sans Peur soutient financièrement la famille du vicomte de Murat. Blanche d'Apcher et son fils Pierre sont intégrés à l'hôtel de la duchesse de Bourgogne et Jean sans Peur donne de l'argent à Jean de Murat pour qu'il puisse financer la rançon de son frère Renaud II.
Finalement, celui-ci s'évade en 1416, rejoint les pays bourguignons et reçoit du duc de Bourgogne des dons en argent et la châtellenie de Lantenay en 1417 pour le dédommager de la perte de sa vicomté. Cette même année 1417, Renaud II de Murat est envoyé en mission en Languedoc, où il participe à convaincre les villes de se rallier à Jean sans Peur. Il y retourne, représentant officiel du duc de Bourgogne, en 1418 et en 1419.

### Ralliement à Charles VII
Après l'assassinat de Jean sans Peur en 1419, Renaud II de Murat change de camp : il se rallie en 1420 au dauphin Charles. Le camp bourguignon le désigne alors comme un traître. Son fils est écuyer d'écurie du roi Charles VII en 1425.
À la mort sans enfant de son beau-frère Raymond d'Apcher, il tente récupérer son héritage au nom de ses propres enfants, mais n'y parvient pas parce que le roi réunit ces seigneuries au domaine royal. Renaud II essaye de négocier avec la Maison d'Armagnac pour essayer de récupérer sa vicomté de Murat, mais sans succès, et ce n'est qu'en 1444 qu'il obtient une indemnisation, la vicomté de Murat ayant entre-temps été annexée à celle de Carlat. Cet acte de 1444 est le dernier où il est mentionné.

## Postérité
Renaud II de Murat et Blanche d'Apcher ont trois enfants :
- Pierre de Murat[Sc 1]
- Marguerite de Murat née en 1418, filleule de la duchesse de Bourgogne Marguerite de Bavière et épouse de Louis de Louet[Sc 1]
- une autre fille[Sc 1]